# Wichtel

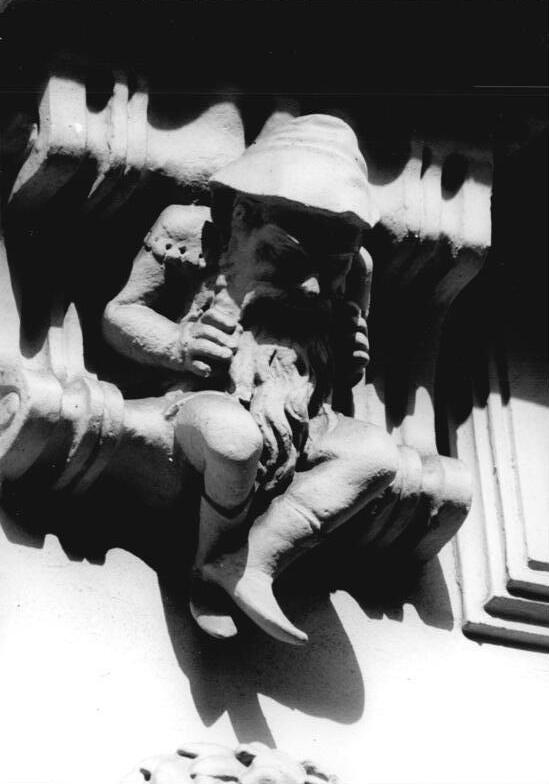
Een Wichtel kijkt naar de passanten op de Sophienstraße in Berlijn

Een Wichtel, Wichtelman of ook wel Wichtelmännchen is een soort kabouter. 
Deze kleine huisgeest komt voor in sagen en is goedaardig. In moderne verhalen is de Wichtel echter soms kwaadaardig en een hulpje van heksen. De rol van de goede huisgeest is in deze gevallen weggelegd voor de Heinzelmännchen.
Tijdens de kerstperiode brengen Wichtelmännchen cadeautjes voor de personen die lootjes trekken (in het Duits Wichteln, in Noorwegen Jullklapp; zie ook joelfeest).
Wichtelmännchen wordt wel vertaald als dwerg, kobold, kabouter, gnoom of brownie. Ook wordt het woord vertaald met lilliputter, duimpje (denk aan bijvoorbeeld Klein Duimpje), pygmee of halve portie.
De Wichtel uit Zuid-Duitsland voorspelt de dood van een mijnwerker door driemaal te kloppen. Ze imiteren de geluiden van het mijnwerk. 